# Far away
《Far away》（遠走）是日本歌手濱崎步第15張單曲，2000年5月17日於日本發售。

## 說明
- 絕望三部曲的第二作品，最終章為次作第16張單曲《SEASONS》。
- 本作封面為前作第14張單曲《vogue》拉遠鏡頭的照片。若再拉遠鏡頭，即為次作第16張單曲《SEASONS》封面當中濱崎步手持的照片。
- 本作後收錄於同年9月27日發行的第三張原創專輯《Duty》中。後收錄於2001年3月28日發行的精選輯《A BEST》之中，2008年發售的單曲精選輯《A COMPLETE ~ALL SINGLES~》當中亦收錄了本曲。
- 混音專輯《ayu-mi-x II version non-Stop Mega Mix》的DISC 2搶先收錄了本作的混音版本。
- 本作的作曲為菊池一仁、D.A.I.共同作成，原為兩人在前一年慶祝濱崎步生日所贈送的樂曲。
- 本作收錄的混音歌曲除了《Far away》外，尚有第10張單曲《A》當中收錄的歌曲《End roll》及第11張單曲《appears》的混音版本。

## 收錄歌曲
全曲作詞：濱崎步
1. Far away "Original Mix"
作曲：菊池一仁+D・A・I / 編曲：HΛL
TU-KA 手機廣告歌曲
2. Far away "CRAFTY Remix"
3. Far away "Main Radio Mix"
4. appears "Junior's Club Mix"
5. Far away "HΛL's MIX 2000"
TU-KA 手機廣告歌曲
6. Far away "Ocean View Remix"
7. End roll "da urban maesto mix"
8. Far away "Huge mutual-tried mix"
9. Far away "POP'e.a.' MIX II"
10. Far away "Dub's Mute & Feedback Remix"
11. Far away "Original Mix -Instrumental-"